# Интернационални карневал Панчево
Интернационални карневал Панчево је први и најзначајнији савремени међународни карневал и највећа бесплатна улична манифестација у Србији, туристичка атракција са две хиљаде учесника из око петнаест земаља и преко 100.000 посетилаца.

## Историјат
Интернационални карневал Панчево је основан 2003. године у организацији удружења „Пријатељи Панчева” и под покровитељством Министарства трговине, туризма и телекомуникација Републике Србије, Покрајинског секретаријата за привреду и туризам АП Војводине и Града Панчева. Представља различите културе и карневалске традиције из целог света чији је саставни део међународна и регионална сарадња. Налази се на карневалској мапи света као значајна европска манифестација и први члан Федерације Европских карневалских градова из Србије од 2004. године. Има статус градске манифестације.
Карневалска свечаност традиционално започиње предајом кључева града градоначелника у руке Маестра карневала што симболично означава да тих дана градом владају карневалисти, добро расположење и пријатељство, а завршава се ватрометом. Симбол догађаја је велика Међународна карневалска поворка која пролази кроз центар града са преко две хиљаде учесника из петнаест земаља. Програми се одржавају на више од десет локација у граду и трају до јутарњих часова.